# Cyanopsitta spixii
L'ara di Spix (Cyanopsitta spixii Wagler, 1832), unica specie del genere Cyanopsitta Bonaparte, 1854, è un uccello della famiglia degli Psittacidi.
Questa specie sopravvive prevalentemente in cattività, dove gli scienziati hanno cercato di salvaguardarla, ma purtroppo si teme che si sia estinta in natura. Si presume che qualche esemplare sia ancora presente in natura, ma non vi sono fonti certe. Si tratterebbe comunque di esemplari isolati.
La specie è originaria di alcune zone dello Stato brasiliano di Bahia, ma anche in passato non era molto diffusa, essendo legata, per la nidificazione, solamente agli alberi di Caraibeira (Tabebuia aurea).

## Descrizione
L'ara di Spix è lunga 55–57 cm. Il colore generale del suo piumaggio è costituito da varie sfumature di azzurro: la testa e le parti inferiori sono celesti, mentre le parti superiori, le ali e la coda sono azzurro brillante. Il sottoala e il sottocoda sono neri. Sulla faccia presenta una zona di pelle glabra grigio-nera che talvolta assume una tonalità bianca negli esemplari immaturi. Il becco è completamente nero, ma quello degli immaturi presenta al centro una striscia bianca che scende verso il basso. Questa striscia bianca, così come il bianco della pelle facciale, scompare dopo 1-2 anni di vita. I piedi sono grigio chiari negli immaturi, ma quelli degli adulti sono grigio scuri, quasi neri. Gli occhi sono scuri nei giovani, ma divengono bianchi con il passare degli anni. Durante la stagione degli amori l'ara di Spix emette un richiamo descritto dagli studiosi come una sorta di whichaka. Per emetterlo l'uccello crea un brontolio di bassa frequenza nell'addome che poi fa risalire fino all'organo della fonazione, che lo rilascia all'esterno sotto forma di un grido ad elevata potenza. Generalmente, però, il principale richiamo di questa specie è costituito da un breve stridore ripetuto più volte e, talvolta, da suoni rumorosi.

## Storia
L'ara di Spix prende il nome dal naturalista tedesco Johann Baptist von Spix, che scoprì la specie nel 1817. Le principali cause del suo declino sono state la caccia e la cattura di esemplari da vendere come animali da compagnia, la deforestazione e l'introduzione delle api africanizzate, che competevano con essa per i siti di nidificazione e uccidevano le coppie riproduttrici mentre covavano. Gli ultimi tre esemplari catturati a scopo commerciale vennero presi nel 1987 e nel 1988. Nel 1990 venne scoperto un maschio in compagnia di una femmina di ara aliblu. Una femmina, liberata in natura nel 1995, fece perdere le tracce dopo sette settimane. L'ultimo maschio allo stato selvatico morì nell'ottobre 2000. Molto probabilmente, con la sua scomparsa, la specie si estinse in natura". Da allora nessun esemplare di questa ara è mai più stato avvistato, ma, dato che varie parti dell'antico areale non sono state ancora esplorate a fondo, è probabile che qualche esemplare selvatico sopravviva ancora.

## Conservazione
La IUCN Red List classifica Cyanopsitta spixii come specie estinta in natura (Extinct in the wild).
Uno studio pubblicato nel 2018, ha proposto di dichiarare ufficialmente la specie come estinta in natura, ma tale proposta non ha ancora avuto l'avallo ufficiale dall'IUCN.
Allo scopo di salvare questa specie l'Istituto brasiliano dell'ambiente e delle risorse naturali rinnovabili (IBAMA) istituì nel 1990 la Commissione Permanente per il Recupero dell'Ara di Spix (CPRAA), che a sua volta mise in atto il Progetto Ararinha Azul (Progetto Ara Azzurra Minore, nome con cui è nota in Brasile l'ara di Spix). Tra le altre organizzazioni che parteciparono al progetto per la salvaguardia della specie vi furono BirdLife International, Birds International, il WWF Brasile e la Federazione Americana di Avicoltura; quasi tutti i fondi per finanziare i progetti di conservazione vennero forniti dall'IBAMA e dalla Fondazione spagnola Loro Parque. Per aumentare la probabilità delle nascite venne studiato il DNA di tutti gli esemplari coinvolti nel progetto e le varie istituzioni si scambiarono tra loro gli esemplari in cattività per costituire coppie più propizie alla riproduzione. «Il primo tentativo di riproduzione di questa specie venne effettuato in Brasile, negli aviari del defunto Alvaro Rossman Carvalhaes, un importante avicoltore di Santos. Le date e il numero dei pulcini fatti nascere da Carvalhaes, però, sono stati oggetto di una certa confusione da parte degli specialisti: Low (1984, 1986 e 1990) e Keller sostengono che tale allevatore possedeva una coppia di are di Spix che nel corso degli anni '50 generò otto pulcini. King (1978-1979), invece, sostiene che questa coppia di are morì negli anni '70». I tentativi portati avanti da Birds International ebbero più successo: «Il dottor Hammerli fece nascere alcune are di Spix nel 1984, ma fu Antonio de Dios, membro della Birds International Inc., ad ottenere i migliori risultati nella riproduzione di questi volatili. La sua collezione comprendeva anche una seconda generazione di esemplari riproduttori, una vera speranza per la sopravvivenza in futuro di questa specie». La commissione venne sciolta nel 2002 a causa delle inconciliabili discordanze tra le parti coinvolte. Nel 2004, tuttavia, venne ricostituita e ristrutturata una nuova commissione sotto il nome di «Gruppo di Lavoro per il Recupero dell'Ara di Spix.».

## Popolazione in cattività
Attualmente vi sono in cattività circa 85 esemplari di ara di Spix. 77 di questi sono impiegati in un progetto internazionale di riproduzione sotto la supervisione dell'Istituto Chico Mendes per la Conservazione della Biodiversità (ICMBio), l'istituzione del Governo brasiliano che si occupa della salvaguardia del patrimonio naturale. 56 esemplari di queste are si trovano presso il Centro di Conservazione di Al Wabra (AWWP), nello Stato del Qatar; questa popolazione, frutto delle riproduzioni effettuate da Birds International, è coinvolta in un programma di riproduzione che mira a reinserire la specie nel suo habitat naturale in Brasile.
| Istituzioni                                                                             | Maschi | Femmine | Sconosciuto | Totale | Nati in cattività negli ultimi 6 anni |
| --------------------------------------------------------------------------------------- | ------ | ------- | ----------- | ------ | ------------------------------------- |
| Centro di Conservazione di Al Wabra (AWWP), Qatar, Golfo Persico, Medio Oriente.        | 22     | 34      | 0           | 56     | 27                                    |
| Associazione per la Conservazione dei Pappagalli in Pericolo (ACTP), Berlino, Germania. | 1      | 1       | 4           | 6      | 4                                     |
| Fondazione Loro Parque (LPF), Tenerife, Isole Canarie, Spagna.                          | 3      | 5       | 0           | 8      | 5                                     |
| Fondazione Lymington (LF) San Paolo, Brasile.                                           | 2      | 1       | 0           | 3      | 0                                     |
| Zoo di San Paolo (SPZ), San Paolo, Brasile.                                             | 2      | 2       | 0           | 4      | 0                                     |
| Totale                                                                                  | 30     | 43      | 4           | 77     | 36                                    |

Negli ultimi 6 anni sono nate 27 are di Spix nel Centro di Conservazione di Al Wabra, 5 al Loro Parque e quattro all'ACTP. Tutti i pulcini nati all'AWWP sono stati allevati a mano dallo staff del Centro; l'allevamento a mano è considerato più sicuro di quello portato avanti dai genitori e al momento si ritiene che sia necessario per poter aumentare il numero di queste are. Quando gli esemplari in cattività saranno più numerosi, l'opportunità di allevare i pulcini verrà lasciata alle coppie riproduttrici. Tutti i pulcini di ara di Spix vengono inanellati con anelli di colore variabile per poter essere subito identificati e, nel corso della prima visita medica, viene inserito loro un micro-chip sottocutaneo.

## Nella cultura di massa
Due Ara di Spix, Blu e Gioiel, compaiono nei film Rio e Rio 2 - Missione Amazzonia, insieme ai loro pulcini.